# 玛德莲娜·弗莱克维亚
瑪德蓮娜·弗萊克維亞（波兰语：Magdalena Frąckowiak，英语：Magdalena Frackowiak；1984年10月6日—），生于波兰格但斯克，昵称“方脸”，波兰超級名模。

## 简介
她是高級時裝品牌：Ralph Lauren、Oscar de la Renta的代言人。她也是维多利亚的秘密的天使模特兒。瑪德蓮娜上過VOGUE、Numéro等雜誌封面，也有參與Carolina Herrera、LV等著名時裝及奢侈品的時裝展。